# Sneads
Sneads és una població dels Estats Units a l'estat de Florida. Segons el cens del 2000 tenia 1.919 habitants.

## Demografia
Segons el cens del 2000, Sneads tenia 1.919 habitants, 796 habitatges, i 554 famílies. La densitat de població era de 167,6 habitants/km².
Dels 796 habitatges en un 31,7% hi vivien nens de menys de 18 anys, en un 50,6% hi vivien parelles casades, en un 13,6% dones solteres, i en un 30,4% no eren unitats familiars. En el 27,3% dels habitatges hi vivien persones soles el 12,6% de les quals corresponia a persones de 65 anys o més que vivien soles. El nombre mitjà de persones vivint en cada habitatge era de 2,41 i el nombre mitjà de persones que vivien en cada família era de 2,9.
Per edats la població es repartia de la següent manera: un 25,5% tenia menys de 18 anys, un 9% entre 18 i 24, un 26,5% entre 25 i 44, un 24,5% de 45 a 60 i un 14,5% 65 anys o més.
L'edat mediana era de 37 anys. Per cada 100 dones de 18 o més anys hi havia 90,9 homes.
La renda mediana per habitatge era de 30.690 $ i la renda mediana per família de 37.162 $. Els homes tenien una renda mediana de 25.917 $ mentre que les dones 23.674 $. La renda per capita de la població era de 15.113 $. Entorn de l'11,2% de les famílies i el 17,2% de la població estaven per davall del llindar de pobresa.

## Poblacions més properes
El següent diagrama mostra les poblacions més properes.